# カラヒゲムシ属
カラヒゲムシ属 Trachelomonas は、ミドリムシに近縁な鞭毛虫の1属である。前端に鞭毛を1本持ち、細胞が殻に包まれている。

## 概説
ミドリムシ類は前端に1本の長い鞭毛を持つものであるが、柔らかく変形できるミドリムシなどとは異なり、その表面を固い殻で覆われているものがある。本属はその代表的なものであり、ロリカと呼ばれる殻は楕円形や瓶型などをしており、先端の口から鞭毛を伸ばして遊泳する。ロリカは鉄やマンガンを含んで褐色などの色を持つ。その表面に細かな点や棘などの装飾を持つものも多い。細胞には葉緑体があり、光合成をするが、色素を失ったものもある。種類は多く、ごく普通に見られるものである。

## 形態

構造の模式図
1:鞭毛
2:被殻
3:細胞膜
4:眼点
5:鞭毛(短くて見えない）
6:核
7:葉緑体

自由生活する鞭毛虫。細胞には被殻（ひかく・ロリカ lorica という）があり、細胞全体が覆われている。被殻は球形から楕円形、円筒形、紡錘形など様々な形をしている。表面は滑らかなものもあるが、多くは細点模様や棘状突起、乳頭状突起などの装飾のあるものが多い。被殻は基本的には透明だが黄色から褐色に着色をしており、鉄やマンガンを含んでいる。殻の成分は硫酸化されたグリコサミノグリカンと考えられる。前端に小さな穴が開いており、ここから1本の鞭毛が出る。この殻の口には外向きに突き出た襟を持つこともあり、その際には殻と襟とは明瞭に区別出来る。
殻の中にある細胞本体はその表面が柔らかく、ミドリムシ類に特有の運動をする。円盤状の葉緑体を持ち、光合成をするが、緑色を持たぬ種も知られる。眼点と鞭毛膨潤部がある。なお、その大きさは種によって様々ではあるが、水野(1964)に取り上げられているものを見ると小さい方は径約10 μm､大きいものでも長径が40 μm程度で、これはミドリムシ類としてはかなり小さい方である。

## 繁殖
繁殖は無性生殖により、分裂が行われる。分裂は縦方向に2分裂することで行われ、これは被殻の中で起きる。その結果、1つの被殻の中に2つの細胞が入った状態が出来上がり、しかる後にその一方、ないし両方の細胞が被殻の入り口の穴から這うようにして外に出る。出た細胞は裸であり、そのまま泳ぎ出す。その後に新しい殻が細胞から分泌される。殻は最初は薄くて色がないが、その時点で元の被殻と同じ大きさと形態になっている。被殻はその後に次第に厚くなり、黄色から褐色へと着色し、棘などの装飾もこの間に出来る。なお、この間にマンガンが不足していると被殻は色が薄いままになり、鉄が不足した条件では被殻は殻が薄く、また棘などの装飾も発達しない。

### 和名
古くは岡田他著(1947)には本属の T. hispida がトックリヒゲムシの和名を与えられている。他方、この書の後継である岡田他(1965)では属名の指定はないものの T. volvonica にカラヒゲムシの和名を与え、 T. hispida にはトゲカラヒゲムシの和名が与えられており、他種にも共通して○○カラヒゲムシの名を与えている。水野(1964)は属名をカラヒゲムシ属としており、また月井(2010)は学名仮名読みのトラケロモナスを頭に出しつつもカラヒゲムシを属の和名として示している。他にも学名仮名読みを採用している書はいくつかあるが、和名としては現在ではカラヒゲムシが使われていると見られる。この記事ではそれを採っておく。

## 分布と生育環境
地球上の水域に広く分布し、ほとんどが淡水で生活するものである。
またこの類の中でも量質共に豊富なもので、ヨーロッパの夏の調査の例では植物プランクトンとしてミドリムシ類の量は緑藻類の43%でトップ、その次がミドリムシ類で29.6%であり、ミドリムシ類では本属が最も種数が多くて29種あり、それ以外のこの類の種数は4属を合わせても19種であった。

## 分類と系統
本属は Ehrenberg によって1833年に立てられた属で、しかしその分類体系が整えられたのはそれから100年も後、1926年のDeflandre によってである。種数は多く、1926年にDeflndre が書いたモノグラフには200種以上が取り上げられており、2011年の段階で256種、190の変種と46の型がある。それ以降にもさらに新種の記載は続いている。
分類は殻の形、大きさ、表面の装飾などによって行われるものの、問題が多い。特に野外で採集された個体ではその多様性の把握が難しく、ほぼ同定不可能であり、また古い記載は情報不充分であることが多い。Deflandreなどのモノグラフやそれを継承する研究では主として殻の形態的特徴を重視して分類が行われたものの、Pringheim は1953年にそれらが生育環境によって変化しやすいこと、特に鉄やマンガンの供給量によって殻の色、付属する棘などの発達程度が影響されやすく、それらが種や種以下の分類群を区別する特徴として用いられにくいことを示した。しかし彼はまた生細胞の葉緑体やピレノイドなどの特徴も精査し、殻の特徴と細胞の特徴を合わせて分類が行われるべきであることも示した。
ミドリムシに類する光合成を行う鞭毛虫のうちで、本属のように被殻を持つ属はもう1つ、ハスクチカラヒゲムシ属 Strombomonas がある。本属との違いとしては、この属では被殻に襟があることが挙げられる。本属でも襟を持つ種はあるが、その場合には被殻の本体部との境界が明瞭なのに対して、この属でははっきりした境がなく、次第に伸びて広がって襟となる。被殻の先端も尖っている場合が多い。また殻は普通は無色透明である。この属は元々はカラヒゲムシ属のものとして記載され、その中でDeflandreの手で Saccatae というグループにまとめられていたもので、その彼が1930年にこれを独立させてこの名を与えたものである。
ただしこれらの分類に関しては分子系統の面から問題提起がなされている。それによると、例えばCiuglea et al.(2008)では光合成性のミドリムシ類のうちで殻を持つものはひとまず単系統を成すようだが、カラヒゲムシ属は多系統の可能性があり、少なくとも大きく2つの群に分かれ、またハスクチカラヒゲムシも3つの系統に分かれる。またハスクチカラヒゲムシ属もカラヒゲムシ属の系統内に納まるという結果を出した報告もある。ただし少なくともWolowsky & Walne(2007)は、形態的特徴を重視し、この時点ではこの2属を認めるとの判断を下している。
日本でも広く普通に見られるもので、ただし滋賀の理科教材研究委員会編(2005)には『よく見られ』るものの『小さいので』発見は難しいと書かれている。

## 代表的な種
現在の日本の図鑑に記されているものをあげる。
- Trachelomonas カラヒゲムシ属（トックリヒゲムシ属）
  - T. allia
  - T. abrupta f. angustata
    - var. arcuata
    - var. minor

  - T. aculeata
  - T. armata ツノカラヒゲムシ
    - var. ovata
    - var. planktonica
    - var. steini

  - T. caudata
  - T. cervicula
  - T. crebea
  - T. crispa
  - T. cucurbitiformis
  - T. curta
  - T. cylindrica ツボカラヒゲムシ・ナガマルヒゲムシ
    - var. decollata
    - var. hispida

  - T. divowski
  - T. dubia
  - T. ensifela
  - T. granulosa
  - T. hexangulata
  - T. hispida トゲカラヒゲムシ（トックリヒゲムシ）
    - var. crenulatocollis

  - T. horrida
  - T. kelloggii
  - T. komarovii var. punctata
  - T. intermedia
  - T. lacustris
  - T. margaritifera アナカラヒゲムシ
  - T. muscosa
  - T. ovides
  - T. oblonga ナガマルカラヒゲムシ・ダエンカラヒゲムシ
    - var. australica

  - T. playfairi
  - T. pseudohispida ニセトゲカラヒゲムシ
  - T. pulcherrima var. minor
    - var. latior

  - T. pusilla
  - T. raciborskii
    - var. nova

  - T. scabra var. coberensis
  - T. schewakoffi
  - T. superba
  - T. vermiculosa
  - T. volvocina カラヒゲムシ
    - var. derephora

  - T. volzii
    - var. cylindrica

  - T. wislouchi エリカラヒゲムシ

これらのうちで最も普通種とされるのはカラヒゲムシ T. volvocinaのようで、最も簡単な殻を持ち、池沼に普通とか、最も頻繁に遭遇し、時に多量に増殖することもあるなどと記されている。またトゲカラヒゲムシ T. hispida も極く普通とのこと。他に水野(1993)ではこの種以外にその変種var. derephora、それにT. oblongaとその変種のvar. australica、それにT. crebea、T. divowskiについて各地に普通としている。